# Bruno Mars

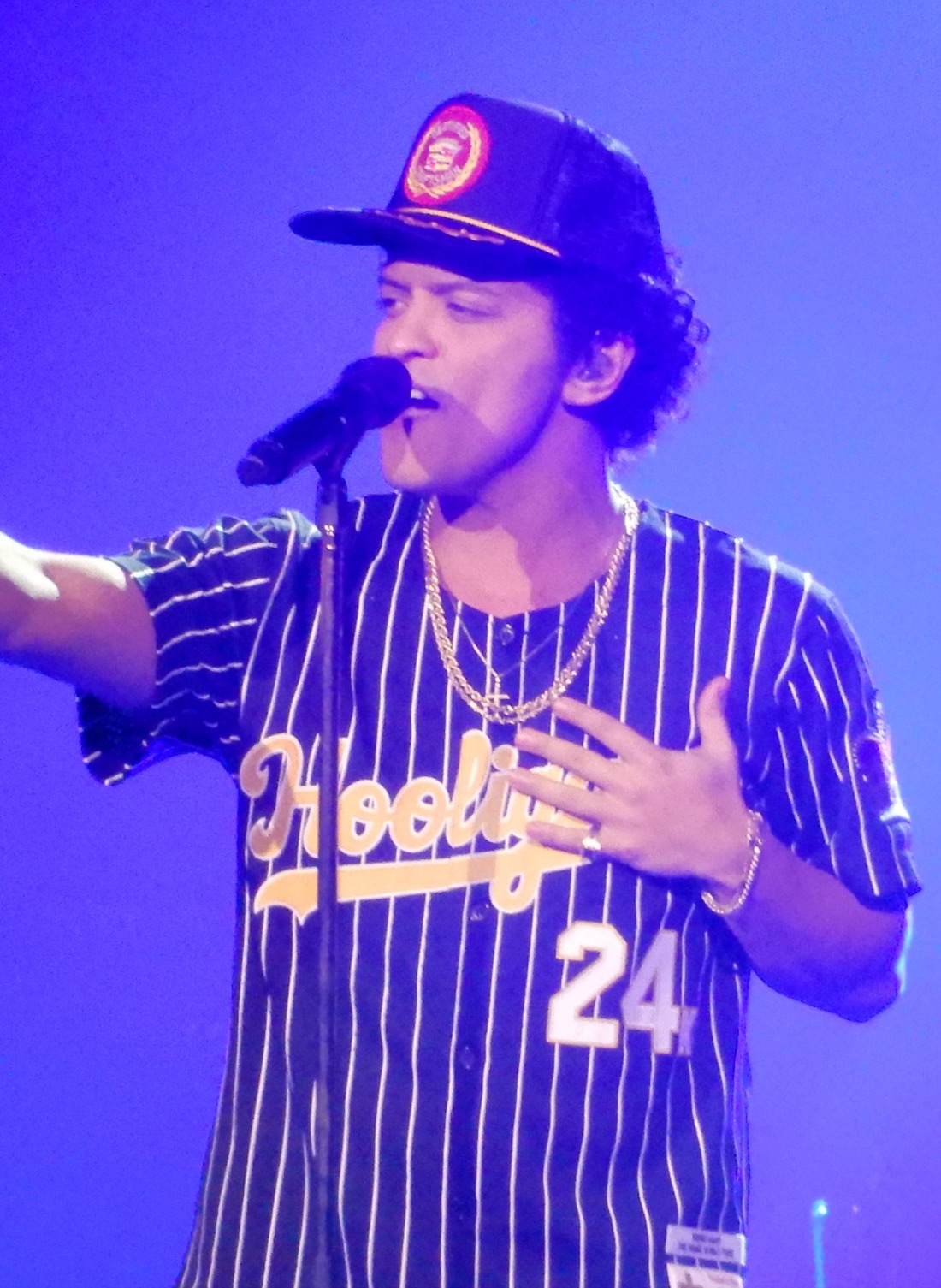
Bruno Mars (2017)

Bruno Mars (* 8. Oktober 1985 als Peter Gene Hernandez in Honolulu) ist ein US-amerikanischer R&B-Sänger, Songwriter, Musikproduzent und Grammy-Preisträger. Er hat weltweit mehr als 234 Millionen Platten verkauft, davon alleine über 19 Millionen Exemplare von Uptown Funk.

## Leben

### Kindheit und Jugend
Bruno Mars wurde am 8. Oktober 1985 als Peter Gene Hernandez in Waikiki, einem Ortsteil von Honolulu auf Oʻahu im Bundesstaat Hawaii geboren und wuchs dort auf. Seine Mutter stammt von den Philippinen und sein Vater aus Puerto Rico. Hernandez ist eines von sechs Kindern und kommt aus einer musikalischen Familie, die ihm viele Musikstile von Reggae, Rock, Hip-Hop bis R&B nahebrachte. Schon ab dem Alter von vier Jahren trat er – vor allem als Elvis-Presley-Imitator – bei der als Familienunternehmen geführten Band Love Notes auf, die in Hawaii Erfolge feiern konnte. Er besuchte die President Theodore Roosevelt High School, an der er ein Jahr lang Teil der dreiköpfigen Schulband Dis Guyz war, beendete sie 2003 im Alter von 17 Jahren und zog dann nach Los Angeles, um eine musikalische Karriere zu beginnen. Hernandez’ Künstlername Bruno Mars entstand nach eigenen Angaben zum Teil aus seinem Spitznamen Bruno, hergeleitet von dem Wrestler Bruno Sammartino, da er als kleines Kind eine kräftige Statur hatte.

### Musikalische Karriere
2004 unterzeichnete er einen Vertrag bei Motown, aus dem aber keine veröffentlichte Musik resultierte. Stattdessen machte Mars Bekanntschaft mit Philip Lawrence, einem Musiker und Produzenten, der ebenfalls bei Motown unter Vertrag stand. Nach nur einem Jahr bei dem Label beschlossen die beiden, labelunabhängig weiterzuarbeiten und wurden kurze Zeit später von Steve Lindsey und Cameron Strang bei dem kleinen Label Westside Independent unter Vertrag genommen. Die beiden arbeiteten auch mit anderen Künstlern zusammen und versuchten dabei, ihre Songwriter-Qualitäten zu verbessern. Erste Erfolge kamen zum Beispiel mit dem Verkauf des von ihnen geschriebenen Songs Lost für 10.000 US-Dollar. 2006 begegnete Mars dem VP von Atlantic Records, Aaron Bay-Schuck, der ihm drei Jahre später einen Vertrag anbot.
Mars begann seine Karriere als Musikproduzent und produzierte unter anderem für Flo Rida, Alexandra Burke, Travie McCoy, Adam Levine, Brandy, Cobra Starship, B.o.B, Sean Kingston und die Sugababes. Seine erste Single trug den Namen Nothin’ on You, bei der er Gastmusiker neben B.o.B war. Das Lied erreichte 2010 Platz 1 der Billboard Hot 100 und wurde Mars’ erster Nummer-eins-Hit in den USA sowie Platz 1 im Vereinigten Königreich und den Niederlanden. Außerdem war Mars an der Produktion des Hits beteiligt und schrieb das Lied zusammen mit B.o.B. Hernandez brachte im Mai 2010 seine relativ erfolglose Debüt-EP mit dem Titel It’s Better If You Don’t Understand heraus. Die einzige Single war The Other Side mit CeeLo Green und B.o.B.
Sein Debütalbum mit dem Titel Doo-Wops & Hooligans wurde im Oktober 2010 in den USA veröffentlicht; in Deutschland erschien es im Januar 2011. Im Mai 2010 schrieb Mars den Song Billionaire für Travie, Mars selbst lieferte den Gesang. Das Lied erreichte bislang Platz 4 der US-Charts, Platz 3 der UK-Charts und wurde für ihn der zweite Nummer-eins-Hit in den Niederlanden. Neben großem Erfolg als Co-Autor für Songs wie Flo Ridas Right Round, K’naans Wavin’ Flag und CeeLo Greens Fuck You! veröffentlicht Bruno Mars auch eigene Singles. Seine Solo-Debütsingle Just the Way You Are erschien im Juli 2010. Sie konnte ebenfalls an die Erfolge der Vorgängersingles anknüpfen und erreichte erneut Platz 1 in USA und Großbritannien. Im Januar 2011 wurde Grenade Mars’ zweiter eigener Nummer-eins-Hit in den USA.
Bei den Grammy Awards 2011 erhielt Bruno Mars den Grammy für den Song Just the Way You Are in der Kategorie „Best Male Vocal Performance“. Bruno Mars wurde neben Model Joan Smalls für die Juniausgabe 2011 der Vogue in Puerto Rico abgelichtet. In Zusammenarbeit mit dem aus Trinidad & Tobago stammenden R&B-Sänger Gold 1 und dem US-amerikanischen Rapper Jaeson Ma erschien am 14. September 2012 sein erster Dance-Song This Is My Love. Die Single konnte in vielen europäischen Ländern die Charts erreichen. Sein zweites Studioalbum Unorthodox Jukebox ist im Dezember 2012 erschienen. Die erste Singleauskopplung Locked Out of Heaven wurde im Oktober 2012 veröffentlicht; Mars sang den Song bei den Grammy Awards 2013 zusammen mit Sting. Er wurde ebenso ein Nummer-eins-Hit in den USA wie die zweite Singleauskopplung When I Was Your Man. 2014 bekam er für das Album seinen zweiten Grammy für das Pop-Gesangsalbum des Jahres.
Im Februar 2014 trat Mars zusammen mit den Red Hot Chili Peppers in der Halbzeitshow des Super Bowl XLVIII im MetLife Stadium auf. Einen weiteren Auftritt hatte er im Februar 2016 zusammen mit Coldplay und Beyoncé in der Halbzeitshow des Super Bowl 50 im Levi’s Stadium.
Im November 2016 erschien sein drittes Album 24K Magic. Bereits im Oktober 2016 war die gleichnamige Leadsingle aus dem Album ausgekoppelt worden. So erreichte das Lied unter anderem in Deutschland Goldstatus. Das Stück rückte in den USA bis auf Platz 4 vor und wurde für 4 Millionen Verkäufe mit 4fach Platin ausgezeichnet. That’s What I Like erreichte als zweite Single-Auskopplung die Spitze der US-amerikanischen Single-Charts. Das Studioalbum stieg als drittes Album von Mars in die deutschen Top-10 ein. Platin-Status wurde unter anderem in Großbritannien und den USA erreicht.
Anlässlich der Grammy Awards 2017 fand am 12. Februar 2017 im Staples Center in Los Angeles ein Tribut für den im April 2016 verstorbenen Prince statt, bei dem Mars den Song Let’s Go Crazy (1984) sang. Im Juni 2017 erschien das Lied Versace on the Floor als dritte offizielle Single-Auskopplung aus dem Album. Eine Woche später veröffentlichte das Plattenlabel einen Remix des französischen DJ und Produzenten David Guetta ebenfalls als Single. In den Vereinigten Staaten stieg das Lied in die Top-100 ein und erreichte Gold-Status.
Am 5. Oktober 2023 trat Mars erstmals in Israel auf und sollte mit einem weiteren Auftritt am 7. Oktober in Tel-Aviv der dritte Künstler mit zwei ausverkauften Konzerten im Hayarkon Park werden, nach Michael Jackson 1993 und Madonna 2009. Aber aufgrund des Terrorangriffs der Hamas wurde das Konzert abgesagt. Anschließend sollte ursprünglich am 8. Oktober 2023 beim Formel-1-Rennen in Katar ein Auftritt folgen, doch aufgrund der kurzfristigen Abreise musste die Crew ihr Equipment in Tel-Aviv zurücklassen.
Am 16. August 2024 veröffentlichte er zusammen mit Lady Gaga als Gastmusiker den Song Die With A Smile, welcher auf den ersten Platz der weltweiten Charts ging. Am 18. Oktober 2024 veröffentlichte er erneut als Gastmusiker mit der neuseeländisch-koreanischen Künstlerin Rosé das Lied Apt., welches ebenfalls die höchsten Plätze der Charts erreichte.

## Diskografie
Studioalben

| Jahr | Titel Musiklabel                           | Höchstplatzierung, Gesamtwochen, AuszeichnungChartplatzierungen (Jahr, Titel, Musiklabel, Platzierungen, Wochen, Auszeichnungen, Anmerkungen) | Höchstplatzierung, Gesamtwochen, AuszeichnungChartplatzierungen (Jahr, Titel, Musiklabel, Platzierungen, Wochen, Auszeichnungen, Anmerkungen) | Höchstplatzierung, Gesamtwochen, AuszeichnungChartplatzierungen (Jahr, Titel, Musiklabel, Platzierungen, Wochen, Auszeichnungen, Anmerkungen) | Höchstplatzierung, Gesamtwochen, AuszeichnungChartplatzierungen (Jahr, Titel, Musiklabel, Platzierungen, Wochen, Auszeichnungen, Anmerkungen) | Höchstplatzierung, Gesamtwochen, AuszeichnungChartplatzierungen (Jahr, Titel, Musiklabel, Platzierungen, Wochen, Auszeichnungen, Anmerkungen) | Anmerkungen                                                   |
| Jahr | Titel Musiklabel                           | DE | AT | CH | UK | US | Anmerkungen                                                   |
| ---- | ------------------------------------------ | --- | --- | --- | --- | --- | ------------------------------------------------------------- |
| 2010 | Doo-Wops & Hooligans Elektra Records (WMG) | DE1 ×5Fünffachgold · (140 Wo.)DE | AT2 ×2Doppelplatin · (169 Wo.)AT | CH1 ×2Doppelplatin · (161 Wo.)CH | UK1 ×7Siebenfachplatin · (320 Wo.)UK | US3 ×7Siebenfachplatin · (… Wo.)US | Erstveröffentlichung: 4. Oktober 2010 Verkäufe: + 12.662.500  |
| 2012 | Unorthodox Jukebox Atlantic Records (WMG)  | DE4 Platin · (43 Wo.)DE | AT4 Gold · (36 Wo.)AT | CH1 Platin · (70 Wo.)CH | UK1 ×4Vierfachplatin · (85 Wo.)UK | US1 ×6Sechsfachplatin · (252 Wo.)US | Erstveröffentlichung: 7. Dezember 2012 Verkäufe: + 9.271.000  |
| 2016 | XXIVK Magic Atlantic Records (WMG)         | DE9 (18 Wo.)DE | AT14 (8 Wo.)AT | CH4 (30 Wo.)CH | UK3 ×2Doppelplatin · (78 Wo.)UK | US2 ×3Dreifachplatin · (198 Wo.)US | Erstveröffentlichung: 17. November 2016 Verkäufe: + 4.713.500 |

## Auszeichnungen
American Music Awards
- 2011: Best Pop/Rock Male Artist
- 2017: Artist of the Year
- 2017: Video of the Year für Thats What I Like
- 2017: Favorite Song Soul/R&B für Thats What I Like
- 2017: Favorite Soul/R&B Album für 24K Magic
- 2017: Favorite Soul/R&B Male Artist
- 2017: Favorite Pop/Rock Male Artist
- 2017: Favorite Pop/Rock Album für 24K Magic

Brit Awards
- 2012: Best International Male Solo Artist
- 2014: Best International Male Solo Artist
- 2015: Best British Single für Uptown Funk

Echo Pop
- 2012: Künstler Rock/Pop International

Grammy Awards
- 2011: Best Male Pop Vocal Performance für Just the Way You Are
- 2014: Best Pop Vocal Album für Unorthodox Jukebox
- 2016: Record of the Year für Uptown Funk (feat. Mark Ronson)
- 2016: Best Pop Duo or Group Performance für Uptown Funk (feat. Mark Ronson)
- 2018: Record of the Year für 24k Magic
- 2018: Album of the Year für 24k Magic
- 2018: Song of the Year für That’s What I Like
- 2018: Best RnB Song für That's What I Like
- 2018: Best RnB Performance für That's What I Like
- 2018: Best RnB Album: 24k Magic
- 2022: Song of the Year für Leave the Door Open (mit Anderson .Paak als das Duo Silk Sonic)
- 2022: Best RnB Song für Leave the Door Open (mit Anderson .Paak als das Duo Silk Sonic)
- 2022: Best RnB Performance für Leave the Door Open (mit Anderson .Paak als das Duo Silk Sonic)
- 2022: Record of the Year für Leave the Door Open (mit Anderson .Paak als das Duo Silk Sonic)

Juno Awards
- 2014: International Album of the Year für Unorthodox Jukebox

MTV Europe Music Awards
- 2011: Best New Act
- 2011: Best Push Act
- 2013: Best Song Of The Year für Locked Out of Heaven

MTV Video Music Awards
- 2013: Best Male Video für Locked Out of Heaven
- 2013: Best Choreography für Treasure

NRJ Music Awards
- 2013: Best International Male Solo Artist

Soul Train Music Awards
- 2010: Song of the Year für Nothin'on you
- 2015: Video of the Year für Uptown Funk
- 2015: Song of the Year für Uptown Funk
- 2017: Album of the Year für 24K Magic
- 2017: Song of the Year für Thats What I Like
- 2017: Video of the Year für 24K Magic
- 2017: Best Dance Performance für 24K Magic
- 2017: Best R&B/Soul Artist

Teen Choice Award
- 2011: Choice Music Star of the Summer: Male
- 2011: Choice Music Breakout Artist
- 2013: Choice R&B Artist
- 2013: Choice Music Star of the Summer: Male
- 2017: Teen Choice Visionary Award